# Занегин, Борис Николаевич
Занегин Борис Николаевич (16 [29] января 1912, Серпухов, Московская губерния — 25 января 2000, Москва) — советский и российский ученый-американист и востоковед, доктор исторических наук (1986).

## Биография

### Военная служба
С октября 1935 года служил в Разведывательном управлении РККА. Уволен в запас 9 июня 1953 года в звании майора.
В период службы в военной разведке окончил военный факультет Московского института востоковедения (1942).

### Послевоенные годы
После увольнения в запас окончил МГИМО (1955). В начале 1970-х годов защитил диссертацию на соискание ученой степени кандидата исторических наук по вопросам внешней политики Китая при Мао Цзедуне
В период 1972—2000 годах работал научным сотрудником Института США и Канады АН СССР (РАН). Специалист по внешнеполитической стратегии США, американо-китайским отношениям и общим проблемам международных отношений и геополитики.
Член общества «Российские ученые социалистической ориентации». В последние годы жизни сотрудничал с газетой «Завтра».
Дочь Бориса Николаевича — Занегина Наталья Борисовна (р. 1941) также китаевед, выпускница Института восточных языков при МГУ (1964), канд. ист. наук (1976).

## Награды и звания
- Орден Красной Звезды[8]
- Медаль «За победу над Германией в Великой Отечественной войне 1941—1945 гг.»[4]